# Kawasaki LTD (Softchoppervarianten)

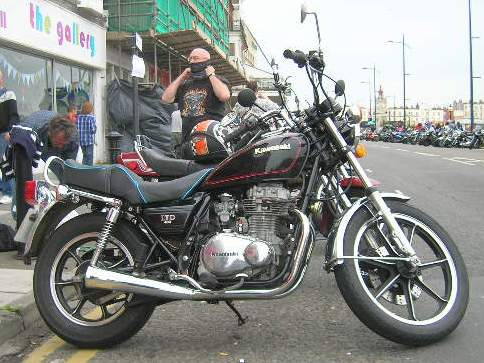
Z 440 LTD

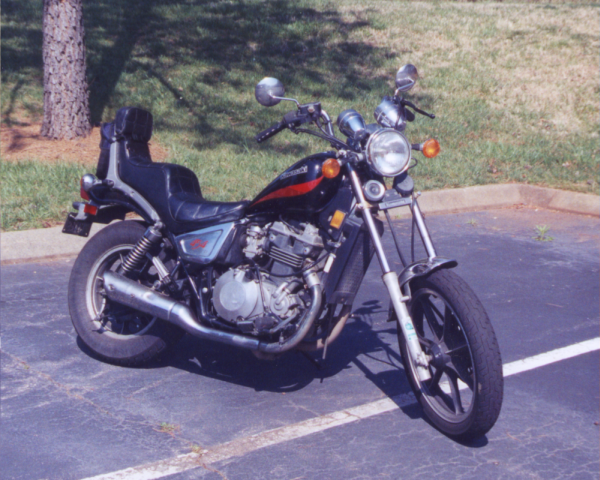
Z 450 LTD

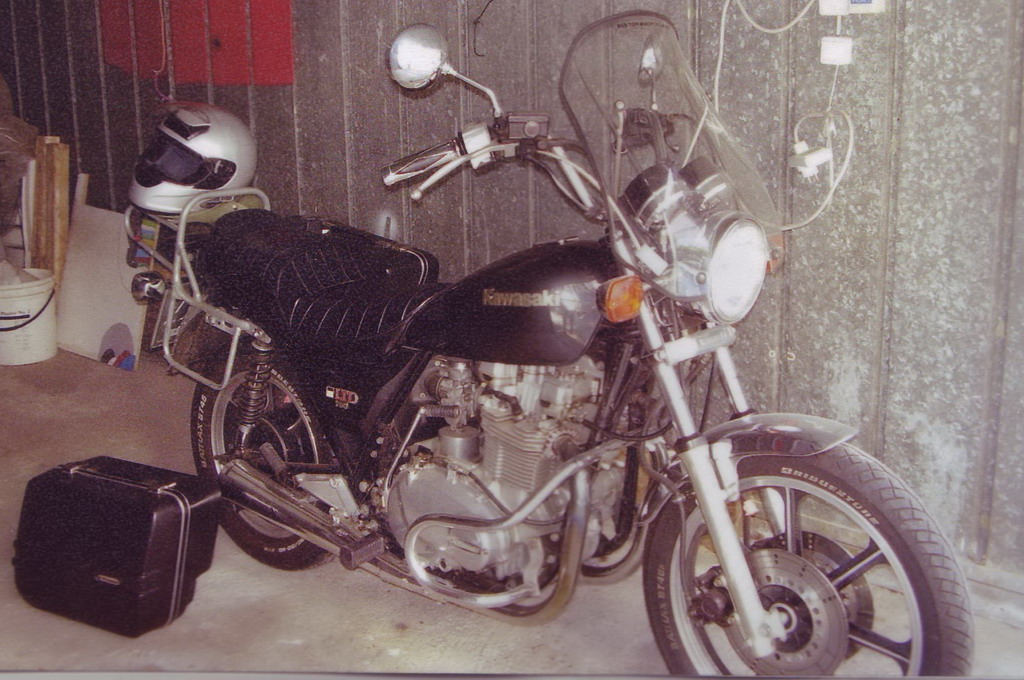
Z 750 LTD

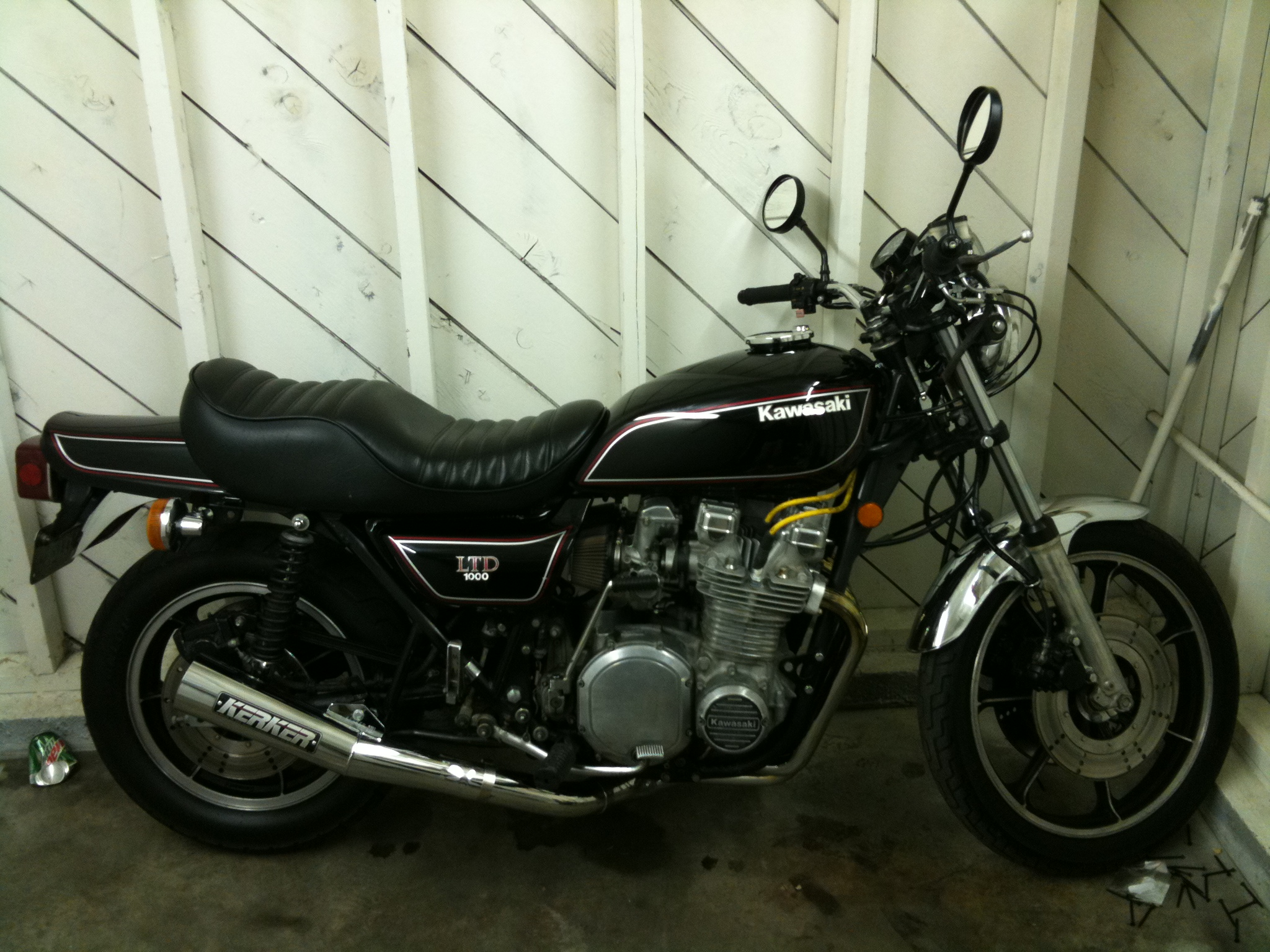
KZ 1000 LTD

Kawasaki LTD bezeichnet die Choppervariante verschiedener Baureihen des Motorradherstellers Kawasaki mit Motoren von 443 bis 1089 cm³ Hubraum, die von 1975 bis 1989 angeboten wurden. Verantwortlich für das Erscheinungsbild der LTD-Modelle war der Motorraddesigner Wayne LaVar Moulton; die erste LTD war die KZ 900 LTD.

## Geschichte
In den 1970er Jahren brachte Kawasaki von verschiedenen Motorrädern eine LTD-Variante heraus. Es handelte sich hierbei stets um Chopper. In Japan ergänzte die LTD-Variante, aufgrund von lokalen Sonderregelungen, die attraktive Klasse bis 400 Kubikzentimeter. Die meistverbreitete Maschine der LTD-Gattung war in Deutschland die Kawasaki Z 440 LTD, da sie in die günstige 27 PS Versicherungsklasse fiel.

## Modelle
- KZ 900 LTD: 1975 bis 1976
- Z 650 LTD: 1977 bis 1983
- KZ 1000 LTD: 1977 bis 1978
- Z 750 LTD Paralleltwin: 1975 bis 1985
- Z 750 LTD Vierzylinder: 1980 bis 1985
- Z 250 LTD: von 1980 bis 1982
- Z 440 LTD: 1980 bis 1984
- Z 450 LTD: 1985 bis 1990[2]
- Z 550 LTD: 1980 bis 1983
- Z 1100 LTD: 1981 bis 1985
- ZN 1100 LDT: 1983 bis 1984 (US Modell mit 136 PS)

Der Erfolg der Modelle bewog die anderen drei großen japanischen Motorradhersteller dazu, Kawasakis Konzept zu kopieren.